# Dorfkirche Nexdorf

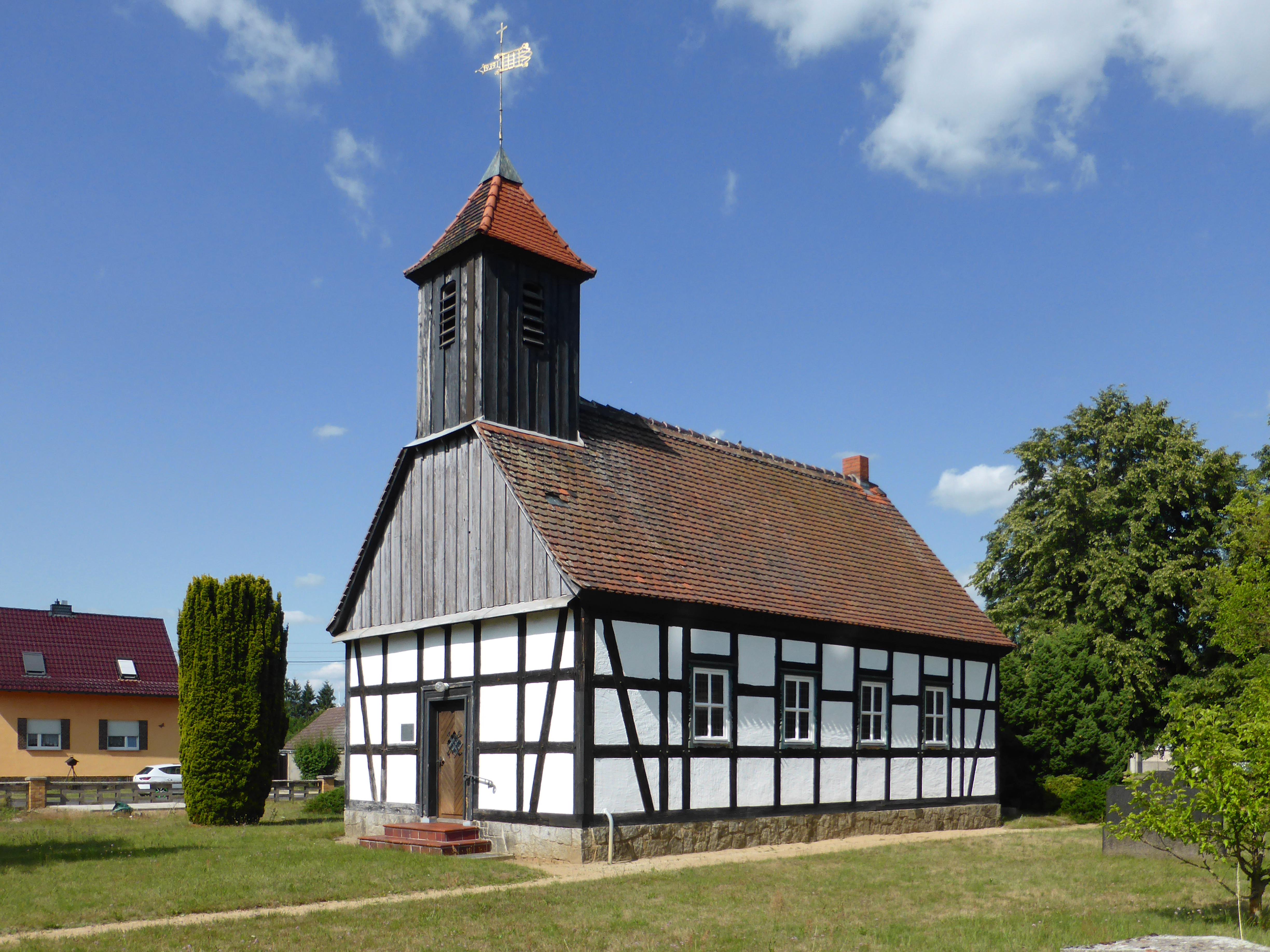
Dorfkirche Nexdorf

Die evangelische, denkmalgeschützte Dorfkirche Nexdorf steht in Nexdorf, einem Ortsteil der Stadt Doberlug-Kirchhain im Landkreis Elbe-Elster von Brandenburg. Die Kirche gehört zum Kirchenkreis Niederlausitz der Evangelischen Kirche Berlin-Brandenburg-schlesische Oberlausitz.

## Beschreibung
Die Fachwerkkirche wurde 1936–39 nach dem Vorbild des Vorläufers von 1817 errichtet. Aus dem Satteldach ihres Langhauses erhebt sich im Westen ein mit Brettern verkleideter quadratischer Dachturm, der den Glockenstuhl beherbergt, und mit einem Pyramidendach bedeckt ist. Zur Kirchenausstattung gehört der noch aus der Vorgängerkirche stammende Kanzelaltar.